# Quo Graviora
 (mars 2025).
Quo graviora est une bulle pontificale promulguée par le pape Léon XII le 13 mars 1825.
Cette constitution décrète l'interdiction à perpétuité des loges maçonniques.
Cette bulle pontificale ne doit pas être confondue avec la lettre apostolique du même nom publiée en 1833 par le pape Grégoire XVI, Quo Graviora. Cette dernière entendait être la condamnation d'un mouvement de fausse réforme en Rhénanie supérieure menaçant l'Église. Elle n'engage cependant pas le droit canon et ne concerne pas la franc-maçonnerie.

## Contexte et contenu de la bulle
Sous le pontificat du pape Léon XII, qui s'étendit de 1823 à 1829, l'Église catholique fit face à un défi croissant posé par la montée de la franc-maçonnerie. Cette période historique vit l'engagement grandissant de la hiérarchie ecclésiastique à répondre aux défis qui pesaient sur la communauté chrétienne de l'époque.
La franc-maçonnerie, une société secrète en plein essor, suscitait des préoccupations au sein de l'Église. Les Pontifes romains commencèrent à considérer avec une attention accrue la nécessité de détecter et de contrer les menaces potentielles pour l'Église du Christ. Dans ce contexte, un exemple significatif est celui de Clément XII, qui, face à l'essor des francs-maçons, une secte considérée comme potentiellement préjudiciable à l'Église catholique, émit en 1738 la constitution apostolique "In eminenti". Cette constitution témoigna de la détermination de l'Église à préserver son enseignement et sa doctrine.
La constitution "In eminenti" condamna et interdit la franc-maçonnerie, la considérant comme une menace pour la foi catholique et l'ordre social. Elle exprima les inquiétudes du Pape concernant les activités clandestines de la franc-maçonnerie et son potentiel de perturbation. En vertu de cette constitution, la participation à de tels groupes entraînerait des sanctions ecclésiastiques, y compris la possibilité d'enquêtes et de mesures disciplinaires. Ainsi, la constitution "In eminenti" illustra la volonté de l'Église de sauvegarder sa doctrine et la stabilité sociale en réagissant de manière ferme à l'influence de ces sociétés secrètes.
L'objectif de la bulle papale de Léon XII était d'ancrer cette condamnation dans le droit canonique, la rendant ainsi formellement reconnue et appliquée au sein de l'Église catholique. Ce faisant, l'Église réagissait de manière stratégique pour préserver sa doctrine et son intégrité dans un contexte où la franc-maçonnerie gagnait en influence.
Le pape Léon XIII qui, en avril 1884, publie l'encyclique Humanum genus, se basera sur les arguments de Quo Graviora pour son attaque contre la franc-maçonnerie.

## Citations
Telle est la perfidie de ces hommes astucieux, que, lorsqu’ils forment des vœux secrets pour renverser votre puissance, ils feignent de vouloir l’étendre.
De là vient que si longtemps après que le flambeau de la révolte a été allumé pour la première fois en Europe par les sociétés secrètes, et qu’il a été porté au loin par ses agents, après les éclatantes victoires remportées par les plus puissants princes et qui Nous faisaient espérer la répression de ces sociétés ; cependant, leurs coupables efforts n’ont pas encore cessé : car, dans les mêmes contrées où les anciennes tempêtes paraissaient apaisées, n’a-t-on pas à craindre de nouveaux troubles et de nouvelles séditions que ces sociétés trament sans cesse ? N’y redoute-t-on pas les poignards impies dont ils frappent en secret ceux qu’ils ont désignés à la mort ? Combien de luttes terribles l’autorité n’a-t-elle pas eu à soutenir malgré elle, pour maintenir la tranquillité publique ?
On ne doit pas s’imaginer que Nous attribuions faussement et par calomnie à ces associations secrètes tous les maux et d’autres que Nous ne signalons pas. Les ouvrages que leurs membres ont osé publier sur la religion et sur la chose publique, leur mépris pour l’autorité, leur haine pour la souveraineté, leurs attaques contre la divinité de Jésus-Christ et l’existence même d’un Dieu, le matérialisme qu’ils professent, leurs codes et leurs statuts, qui démontrent leurs projets et leurs vues, prouvent ce que Nous avons rapporté de leurs efforts pour renverser les princes légitimes et pour ébranler les fondements de l’Église ; et ce qui est également certain, c’est que ces différentes associations, quoique portant diverses dénominations, sont alliées entre elles par leurs infâmes projets.
C’est pourquoi Nous ordonnons à tous et à chaque chrétien, quels que soient leur état, leur rang, leur dignité ou leur profession, laïques ou prêtres, réguliers ou séculiers, sans qu’il soit nécessaire de les nommer ici en particulier, et, en vertu de la sainte obéissance, de ne jamais se permettre, sous quelque prétexte que ce soit, d’entrer dans les susdites sociétés, de les propager, de les favoriser ou de les recevoir ou cacher dans sa demeure ou autre part, de se faire initier à ces sociétés dans quelque grade que ce soit, de souffrir qu’elles se rassemblent ou de leur donner des conseils ou des secours ouvertement ou en secret, directement ou indirectement, ou bien d’engager d’autres, de les séduire, de les porter ou de les persuader à se faire recevoir ou initier dans ces sociétés, dans quelque grade que ce soit, ou d’assister à leurs réunions, ou de les aider ou favoriser de quelque manière que ce soit ; au contraire, qu’ils se tiennent soigneusement éloignés de ces sociétés, de leurs associations, réunions ou assemblées, sous peine d’excommunication dans laquelle ceux qui auront contrevenu à cette défense tomberont par le fait même, sans qu’ils puissent jamais en être relevés que par Nous ou Nos successeurs, si ce n’est en danger de mort.